# Chilometro orario
     Chilometro orario (km/h)
     Miglio orario (mph)
     Entrambi
     Nessuno

Unità di misura dei limiti di velocità sui segnali stradali in tutto il mondo:
Chilometro orario (km/h)
Miglio orario (mph)
Entrambi
Nessuno

Il chilometro orario è un'unità di misura della velocità. Viene normalmente abbreviato in km/h.
L'unità di misura della velocità nel sistema internazionale di unità di misura è il metro al secondo.
Un chilometro orario, com'è facilmente intuibile, è la velocità necessaria per percorrere un chilometro in un'ora. Corrisponde a circa 28 centimetri al secondo. La grandezza di questa unità la rende comoda per indicare la velocità nella vita di tutti i giorni, specialmente per ciò che riguarda gli autoveicoli.
Esempi di velocità:
- Un essere umano cammina normalmente con velocità compresa fra 3 e 5 km/h, e corre tra gli 8 e i 36 km/h.
- La maggior parte delle automobili ha una velocità massima compresa tra 150 e 220 km/h.

## Conversione
Risulta talvolta utile convertire i chilometri orari in metri al secondo (1 m/s è la velocità necessaria per percorrere un metro in un secondo) oppure nel podismo dove si parla in minuti al chilometro è necessario dividere 1000 metri per i secondi percorsi al chilometro, moltiplicandoli successivamente per 3,6 ottenendo i km/h.
La conversione risulta molto semplice, basta ricordare che 1 chilometro = 1000 metri e 1 ora = 3600 secondi:
{\displaystyle 1{\frac {\mathrm {km} }{\mathrm {h} }}={\frac {1000}{3600}}{\frac {\mathrm {m} }{\mathrm {s} }}={\frac {1}{3{,}6}}{\frac {\mathrm {m} }{\mathrm {s} }}}
Se si ha quindi una velocità espressa in chilometri orari, per ottenerla in metri al secondo basta dividere i chilometri orari per 3,6. Viceversa, per ottenere una velocità espressa in chilometri orari dai metri al secondo basta moltiplicare per 3,6.
Esempi: 
- 10 km/h = 2,7 m/s (7 periodico)
- 50 m/s = 180 km/h

Per passare dalle miglia orarie ai chilometri orari basta moltiplicare il valore per il coefficiente 1,61, mentre per passare dai chilometri orari alle miglia orarie bisogna moltiplicare il valore per 0,62:
- 1 mph ≈ 1,61 km/h
- 1 km/h ≈ 0,62 mph

## Chilometro al secondo
Il chilometro al secondo è la velocità di un corpo che in un secondo percorre un chilometro, corrisponde a 3 600 chilometri all'ora, ed è quindi una velocità molto elevata nella vita di tutti i giorni. Si tratta di una velocità piuttosto bassa sia in ambito astronomico, che nel mondo microscopico delle particelle elementari. Per esempio, i pianeti si muovono ad alcune decine di chilometri al secondo, e la maggior parte delle galassie esibiscono velocità che si misurano in migliaia di chilometri al secondo. Le particelle elementari possono facilmente muoversi a frazioni significative della velocità della luce, che è pari a circa 300 000 km/s.